# 湯婍
汤婍，元朝女性人物，处州龙泉县人。
汤婍有美貌的姿容。当时浙江兵乱，盗贼杀其父母，以刀刃威胁她。汤婍不胜悲痛，哭泣不止，请求早死，于是用头撞刀刃。盗贼大怒，将她砍杀。她的妹妹也为了不受辱而赴死。